# Ferdinand Vališ
Ferdinand Vališ (ur. 12 sierpnia 1843 w Pradze, zm. 19 września 1887 tamże) – czeski przedsiębiorca i polityk, burmistrz Pragi w latach 1885−1887.

## Życiorys
Pochodził z Nowego Miasta. Ukończył ewangelickie gimnazjum, czeskie liceum oraz Politechnikę Czeską. Po ukończeniu studiów pracował w browarach U Primasů w Pradze, następnie pracował w Monachium i browarze Plzeňský Prazdroj w Pilznie. W 1867 wziął ślub i zakupił browar oraz karczmę U Bachorů przy ulicy Štěpánská w Pradze.
Od 1872 zasiadał w radzie miejskiej, w latach 1882–1885 był zastępcą burmistrza miasta. W 1885 został wybrany na urząd burmistrza. Zmarł na zawał serca przed zakończeniem swojej kadencji. Został pochowany na Cmentarzu Olszańskim w Pradze.